# Lurex

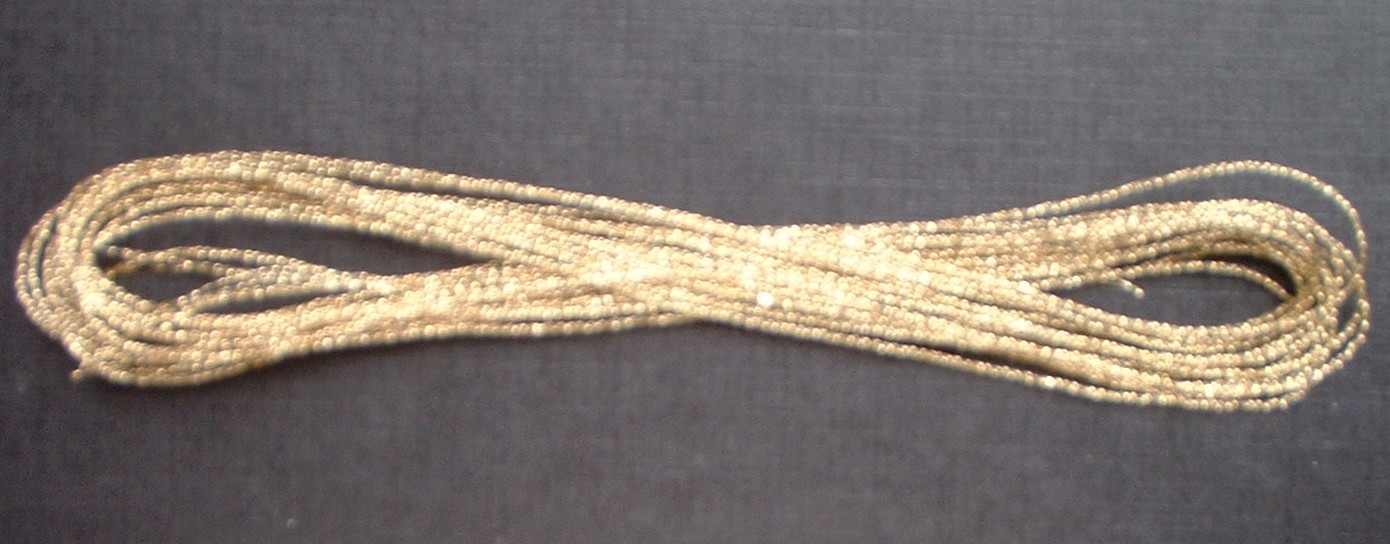
Hilo de lurex

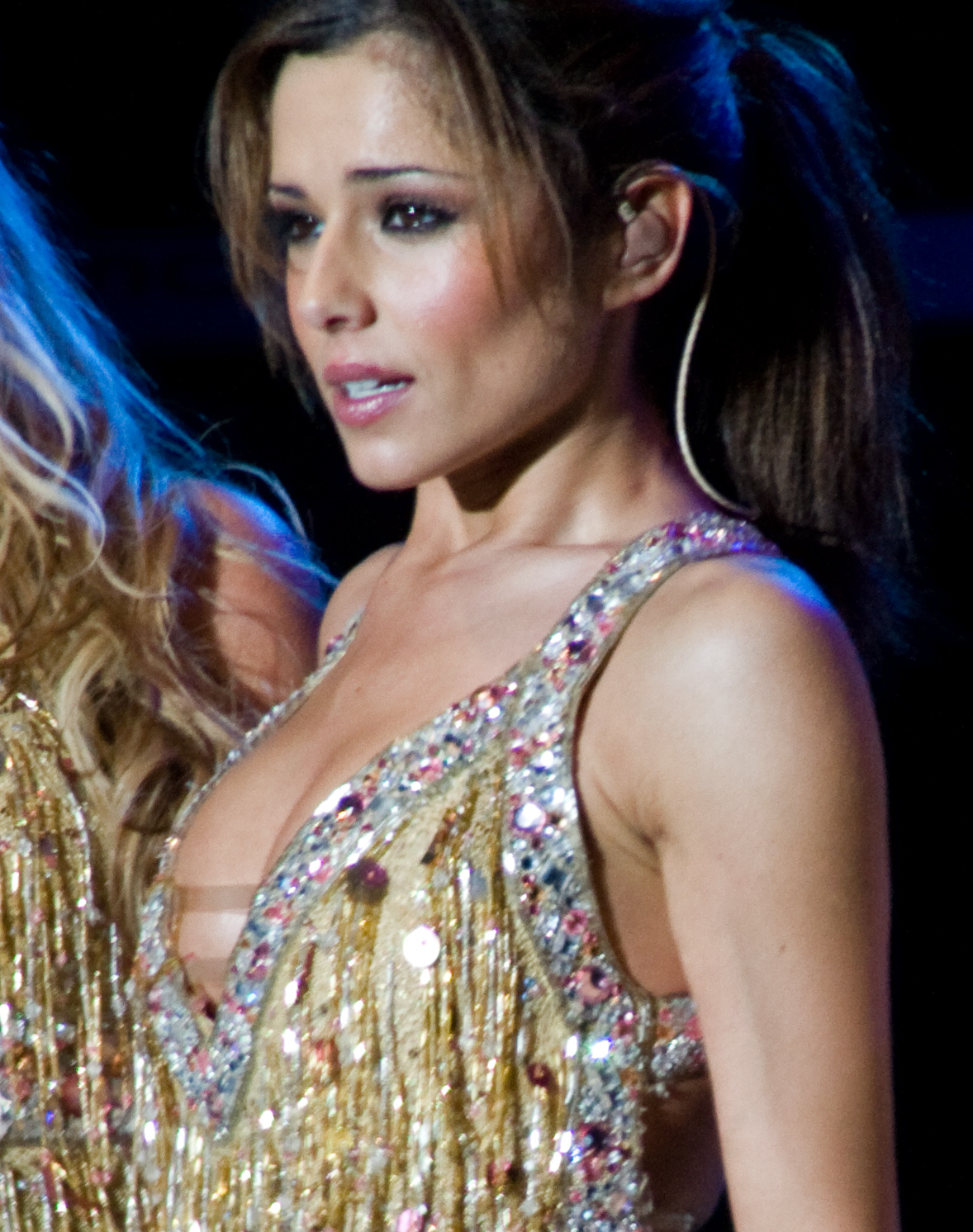
Cheryl Cole con un vestido de Lurex durante su presentación con Girls Aloud en la Abadía de Battle, Hastings

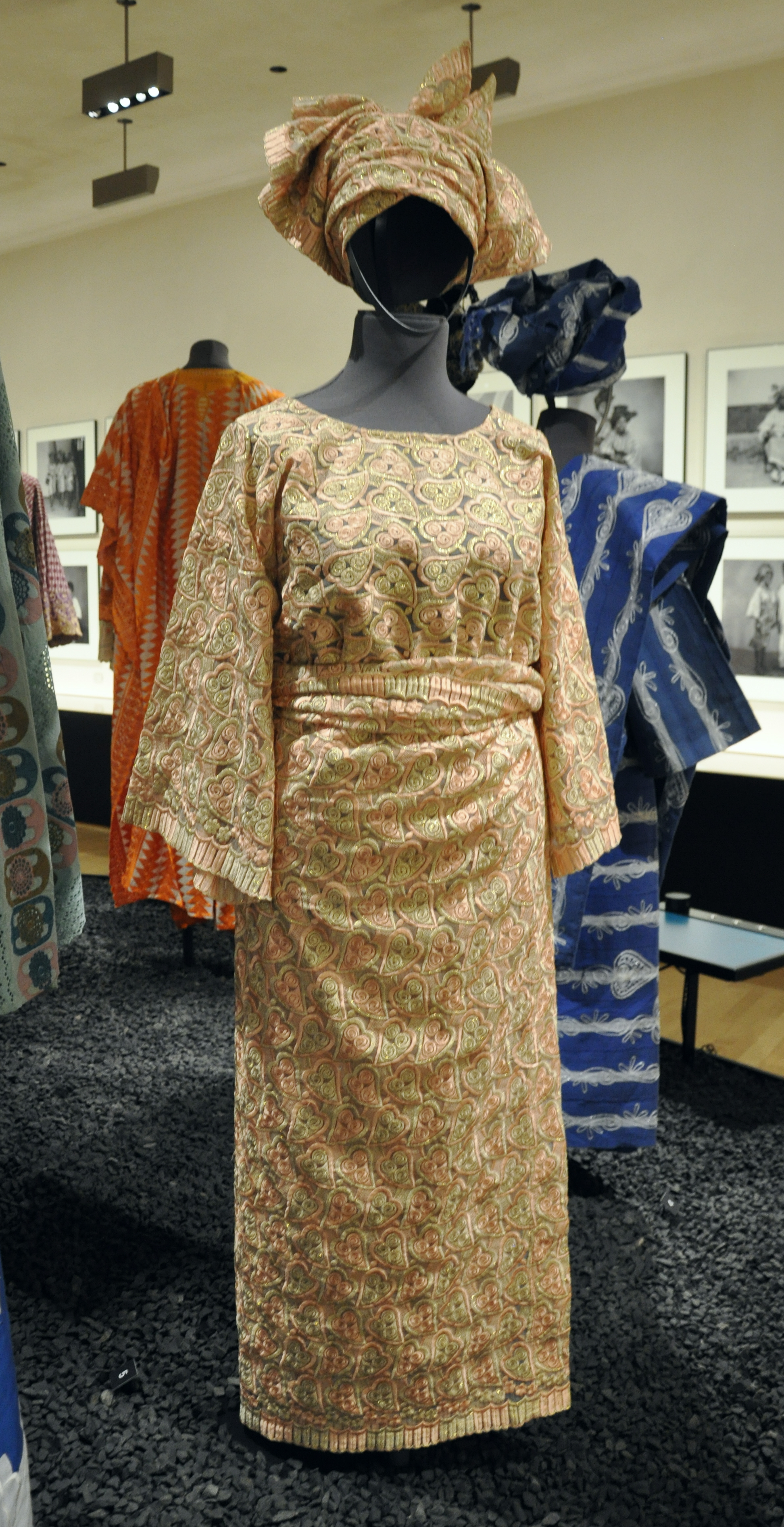
Encaje africano elaborado con Lurex

Lurex es el nombre comercial y marca registrada de Lurex Company, Ltd. para un tipo de hilo de metal. El hilo está hecho de una película sintética sobre la que se vaporiza una capa de aluminio metálico, plata u oro. «Lurex» también puede referirse al tejido fabricado con el hilo.

## The Lurex Company
Hugo Wolfram, quien es padre del matemático Stephen Wolfram, se desempeñó como gerente de dirección de Lurex Company; también fue autor de tres novelas.

## Lurex en la cultura popular
Lurex ha sido un material popular para su uso en disfraces e indumentaria de películas y televisión. Por ejemplo, el traje que utilizó la actriz Julie Newmar como su personaje de Catwoman en la serie de televisión Batman de los años 1960 está fabricado de Lurex negro.
Es referenciado en la canción de la banda AC/DC «Rocker»: «Lurex socks, blue suede shoes, V8 car, and tattoos».
Su presencia de 'brillo' en la celebración del 50 aniversario del MoMA tematizado de los años 1920 en Nueva York en 1979 se notó en una noticia sobre el evento de gala.